# Histoire de la Perse pendant la Première Guerre mondiale
Le royaume de Perse se déclare neutre dès les premiers jours du conflit en Europe. Cependant, la présence de trois belligérants, l'Empire ottoman, la Russie et l'empire britannique à ses frontières, tout comme leur forte implication dans l'économie persane oblige le royaume à louvoyer entre les deux blocs d'alliance.

## Une stricte neutralité

### La Perse en 1914
Depuis les années 1890, le gouvernement persan, pour se procurer des ressources financières, ouvre le pays aux investissements étrangers, essentiellement britanniques et russes. En 1906, le mécontentement populaire pousse le Shah Mozaffarerdin à octroyer une constitution, mais il meurt peu après, remplacé par Mohammad Ali, plus énergique ; rapidement débordé, ce dernier est déposé et remplacé par son fils Ahmad Chah, alors âgé de dix ans.
Dans le même temps, l'assemblée nationale persane tente de réformer le pays, en tentant de s'émanciper de la forte tutelle britannique et russe, en faisant appel à des juristes français, des gendarmes suédois et des financiers américains.

### Tentatives pour rompre cette neutralité
Pour faire pièce à cette double influence russe et britannique, les représentants allemands sur place s'efforcent d'obtenir la participation persane au conflit aux côtés des puissances centrales, faisant miroiter au gouvernement persan l'envoi d'une importante mission militaire, un important soutien financier, sous la forme d'un prêt de 30 millions de Marks.
Les exigences du gouvernement persan font échouer la manœuvre : en effet, le Shah réclame la double garantie de l'intégrité territoriale de son pays, ainsi qu'une totale indépendance politique, économique et financière vis-à-vis du Reich.

### Maintien de la neutralité
Les propositions allemandes, doublées de la corruption massive des dirigeants persans par les représentants allemands et ottomans, ne parviennent pas à infléchir la position du gouvernement en faveur de la Triplice ; ces actions aboutissent cependant à garantir la neutralité persane durant le conflit.

## Buts de Guerre

### Buts et moyens de la politique persane durant le conflit
Durant le conflit, les gouvernements persans poursuivent des objectifs précis, qu'ils ne formalisent que lors des négociations de paix, avec l'envoi d'une note, en huit points, aux gouvernements des États représentés à la Conférence de Versailles.
Ces huit points sont articulés autour de l'indépendance politique et économique de la Perse, de indemnités de réparation des dommages subis sur le territoire persan, ainsi qu'une politique d'obtention de prêts destinés à financer le développement du pays.

### Buts de guerre en Perse

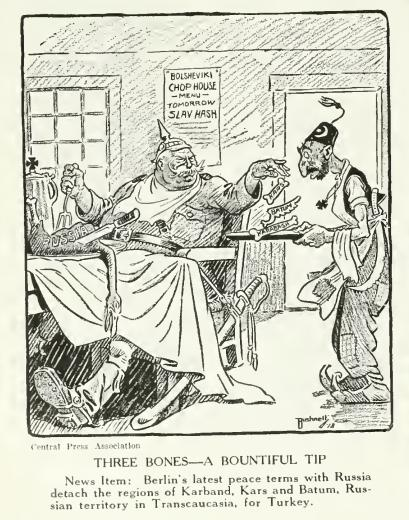
Caricature alliée illustrant les rivalités germano-ottomanes dans le Caucase.

La Perse constitue, pour l'ensemble des belligérants, l'une des régions les plus proches de l'Inde.
En 1907, les Britanniques et les Russes, concurrents en Chine, Afghanistan et Perse, se partagent le pays en deux zones d'influence, russe au Nord, britannique au Sud-Est, séparée par une zone tampon, au centre du pays. Les contractants disposent de la possibilité d'occuper militairement leur zone d'influence, dans laquelle ils disposent de la plus complète latitude pour leur pénétration économique et politique dans la région ; à l'intérieur de la zone neutre, au centre du pays, ils doivent se contenter d'une influence économique.
Le Reich mène dès avant le conflit une politique de pénétration économique en Perse. Cependant, ce n'est qu'après la révolution en Russie que la quadruplice formule des objectifs territoriaux dans le pays, lorsque la fermeture du front de l'Est rend possible la mise en place d'une influence directe allemande dans la région.
Cependant, cette percée allemande en direction de la Perse est contrecarrée par la politique ottomane dans le Caucase. En effet, les Ottomans souhaitent recouvrer leur influence en Transcaucasie, tandis que les Allemands aspirent à se servir de la région comme d'un tremplin vers la Perse et l'Inde britannique.

## La Perse face aux changements de 1917-1919
À partir de 1917, les diplomates persans commencent à entrevoir que la paix destinée à mettre un terme au conflit en cours ne reposera pas sur les bases de la diplomatie traditionnelle.

### Dans les conférences de paix
Dès l'annonce de la conclusion des armistices, le gouvernement persan organise son action en vue des conférences de paix. Dans un premier temps, ce dernier adresse aux gouvernement alliés un mémorandum en huit points récapitulant ses objectifs dans la paix, puis envoie une délégation à Paris, pour défendre les intérêts persans dans la conférence en préparation.

### Réformes intérieures
Le conflit a également en Perse une influence sur l'évolution de la politique intérieure de la monarchie.
Ainsi, le gouvernement doit faire face à un mécontentement aux relents nationalistes, tandis que le pays se modernise timidement, notamment grâce à l'introduction des méthodes d'administration des États européens.